# 八戶臨海鐵道
八户临海铁道株式会社（日语：／ Ha Chinoe Rin'kai Tetsudō */?）是JR货物、青森縣与八戶市等共同出资，以货物运输为目的的第三部門铁路运营商。

## 概要
它是日本的第十个臨海鐵道公司，经营贯穿八户港的货运专用铁路线八户临海铁道线。八戶臨海鐵道為第三部門鐵道其股东包括JR集团的货运铁路运营商JR货物、青森县和八户市的地方政府，以及位于八户港的三菱製紙和八户冶炼，其中最大之股東為JR货物。
除了经营货运线路外，该公司的业务还包括JR货运的车站运营和青森鐵道的一些运营。

## 歷史
- 1970年（昭和45年）7月30日 - 公司設立。
- 1970年（昭和45年）12月1日 - 八戶臨海鐵道線開業。
- 2002年（平成14年）12月1日 - 受青森縣委託，負責青森鐵道線的路線養護。
- 2010年（平成21年）12月4日 - 青森鐵道線的路線養護工作解除。改為青森鐵道線車站之清掃，及尖峰時段無人站的剪票工作。

## 经营路线
- 八戶臨海鐵道線 : 八户货物（日语：八戸貨物駅） - 北沼（日语：北沼駅）间 8.5km

## 車輛

### 現有車輛

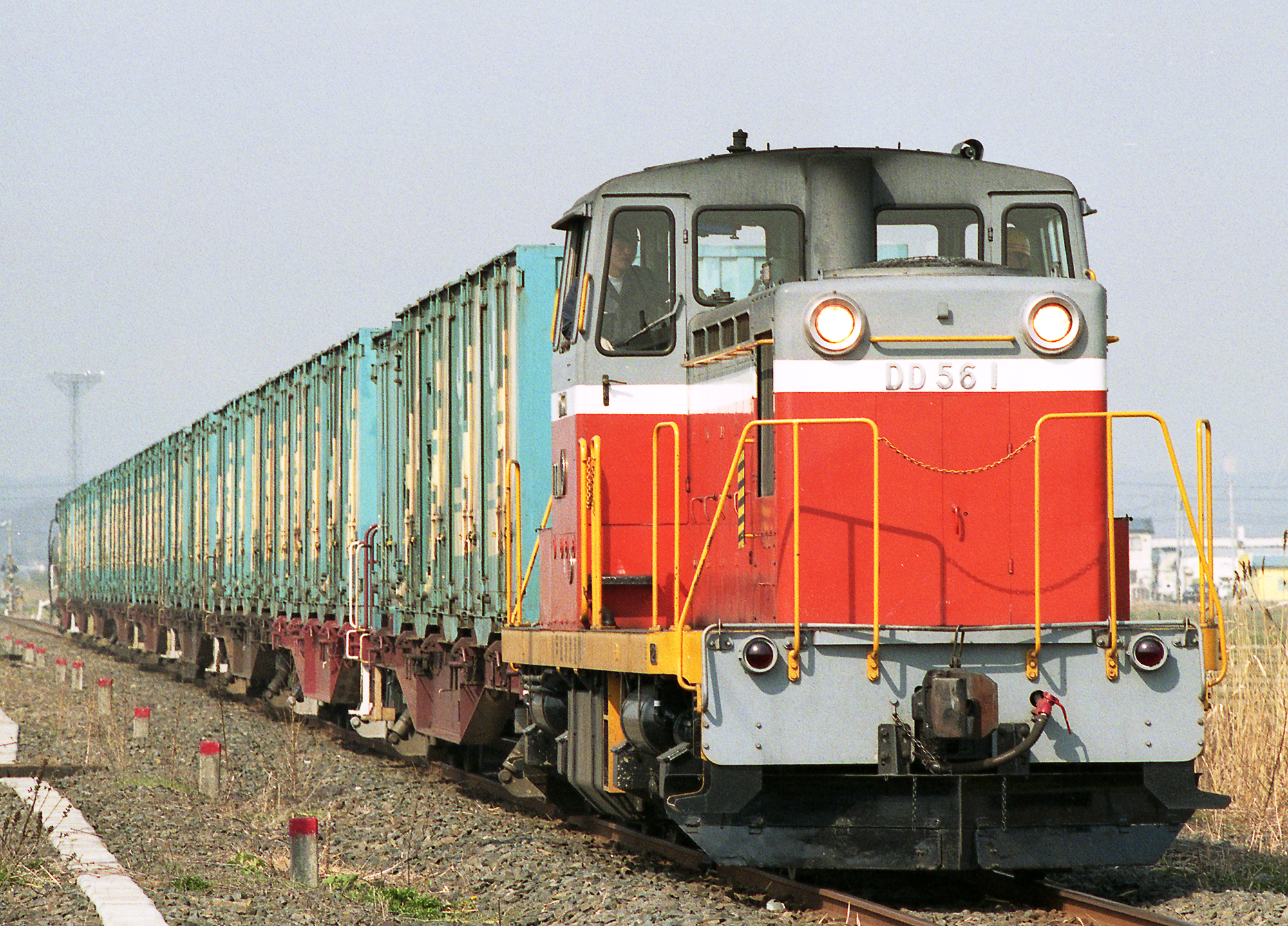
DD56型1號機
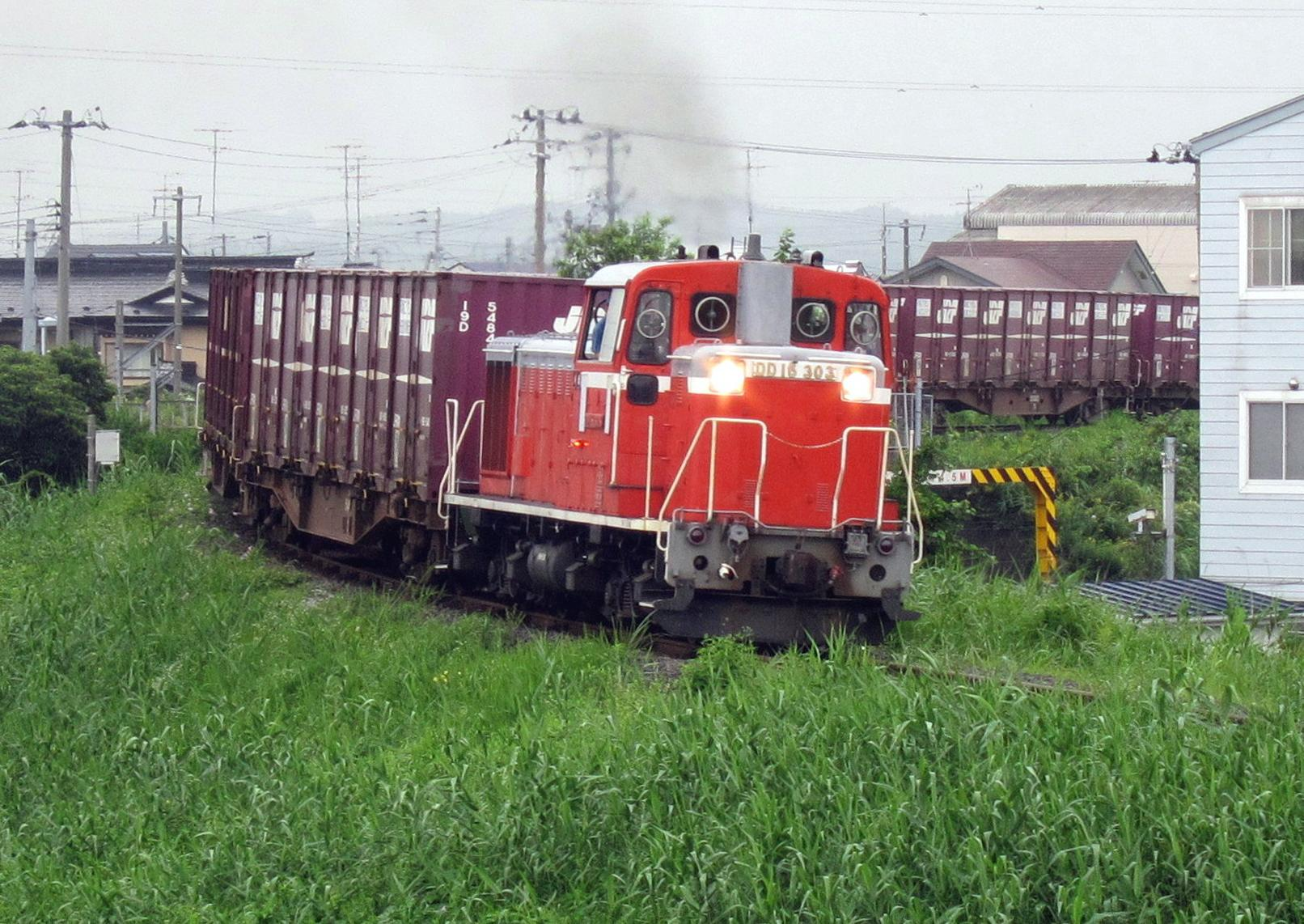
DD16型
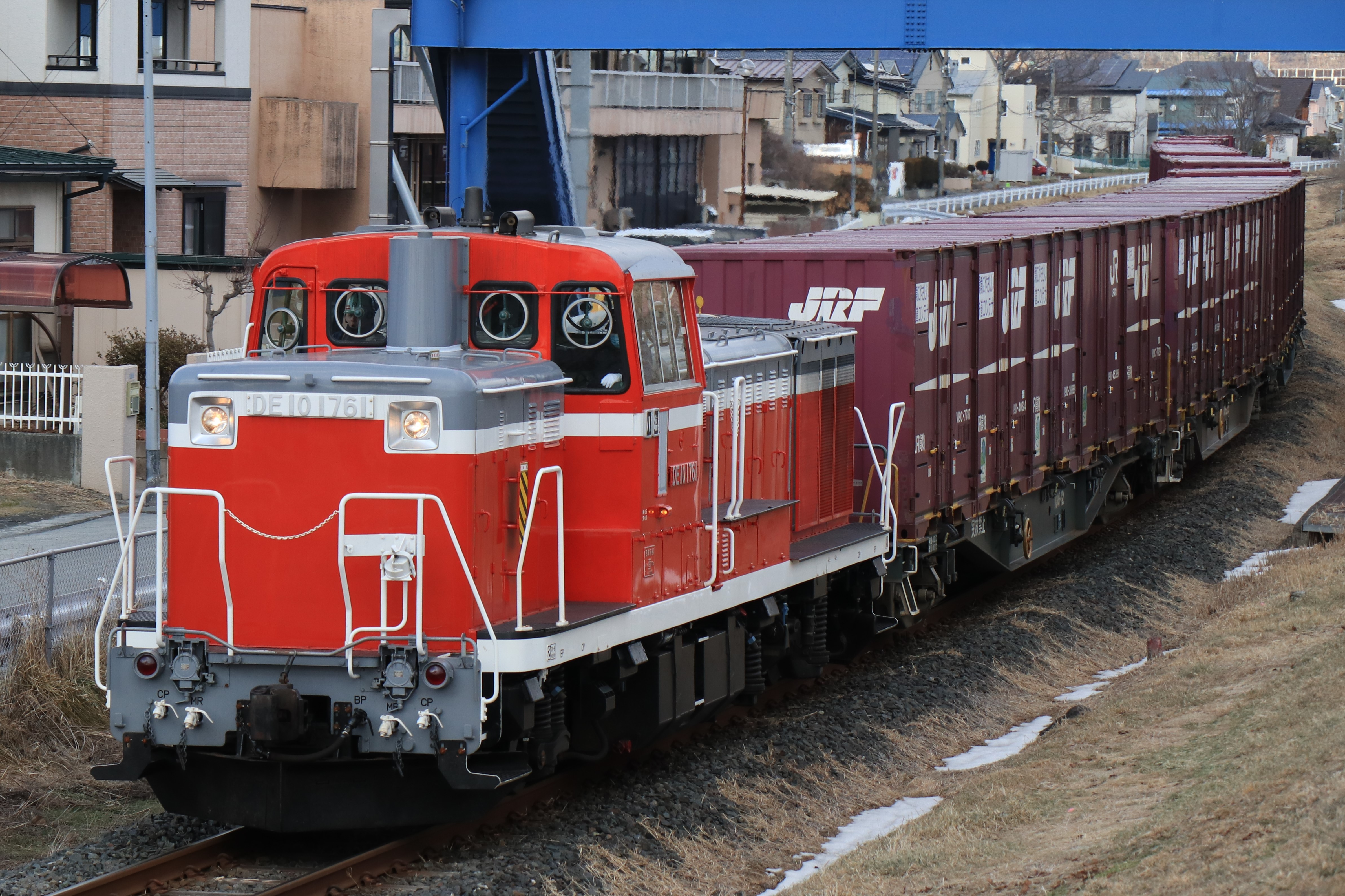
DE10型

- DD56型柴油機車：以日本國鐵DD13型柴油機車為藍圖製造，於本線使用。共製造4輛，其中1號車於2007年除役。[3]
- DD35型柴油機車：於三菱製紙專用線使用，共有2輛，分別接收自八戶通運和秋田臨海鐵道（日语：秋田臨海鉄道）。[3]
- D727型柴油機車：於三菱製紙專用線使用，有1輛，接收自八戶通運。
- DD16型柴油機車：1輛，接收自JR東日本。
- DE10型柴油機車：1輛，接收自JR東日本。
- 國鐵800型漏斗車：接收自JR東日本，共有4輛，用於鋪設道碴。

### 除役車輛
- DD451型柴油機車：於三菱製紙專用線使用，接收D727後於1998年除役。
- DC3001型柴油機車：於三菱製紙專用線使用，1985年除役。

## 委託业务
该公司受JR货运公司委托，负责八户货运站、東青森站和弘前車站的货运业务和场内转换业务，以及青森信号场的场内转换业务，受青森县委托車站之清掃、剪票，并曾负责青森铁路线的线路维护管理。